# Rozważ (obwód rówieński)
Rozważ (ukr. Розваж) – wieś na Ukrainie, w obwodzie rówieńskim, w rejonie rówieńskim, w hromadzie Ostróg. W 2001 liczyła 1123 mieszkańców, spośród których 1119 wskazało jako ojczysty język ukraiński, a 4 rosyjski.
Do 2020 roku w rejonie ostrogskim.
W okresie międzywojennym wieś znajdowała się w granicach II RP, wchodząc w skład gminy Chorów w powiecie zdołbunowskim, w województwie wołyńskim.